# Krzywa Wieś (Maziarnia)
Krzywa Wieś – część wsi Maziarnia w Polsce położona w województwie podkarpackim, w powiecie stalowowolskim, w gminie Bojanów.
W latach 1975–1998 Krzywa Wieś należała administracyjnie do województwa tarnobrzeskiego.